# Іванець Олександр Іванович
Олекса́ндр Іва́нович Іване́ць (28 травня 1937 — 10 травня 2002) — радянський хлібороб, Герой Соціалістичної Праці (1973).

## Життєпис
Народився 28 травня 1937 року в с. Червоний Став Баштанського району в селянській сім'ї. В 1951 році переїхав до селища Перемога.
Після закінчення школи в 1956 році призваний до лав Радянської Армії. Служив у Групі радянських військ у Німеччині.
Повернувшись додому, працював трактористом, потім комбайнером на ІІ відділку радгоспу «Баштанський», а згодом очолив цей відділок. Працював сумлінно, завжди був першим у змаганні, нагороджувався багатьма грамотами, цінними подарунками, знаками ударника п'ятирічок.
У липні 1966 року за високі досягнення в сільськогосподарському виробництві та успішну трудову діяльність Іванець Олександр Іванович нагороджений Орденом Леніна.
У 1973 році вступив на заочне відділення Новобугського технікуму механізації і в 1975 році успішно його закінчив.
Водночас, у 1973 році за високі показники при збиранні врожаю нагороджений другим Орденом Леніна та удостоєний звання Героя Соціалістичної Праці з врученням золотої медалі «Серп і Молот».
У 1997 році вийшов на пенсію.
Помер 10 травня 2002 р. Похований в селищі Лоцкине Баштанського району.

## Нагороди
- Герой Соціалістичної Праці (1973)
- 2 Ордена Леніна (1966, 1973)